# Piotr Kowalski

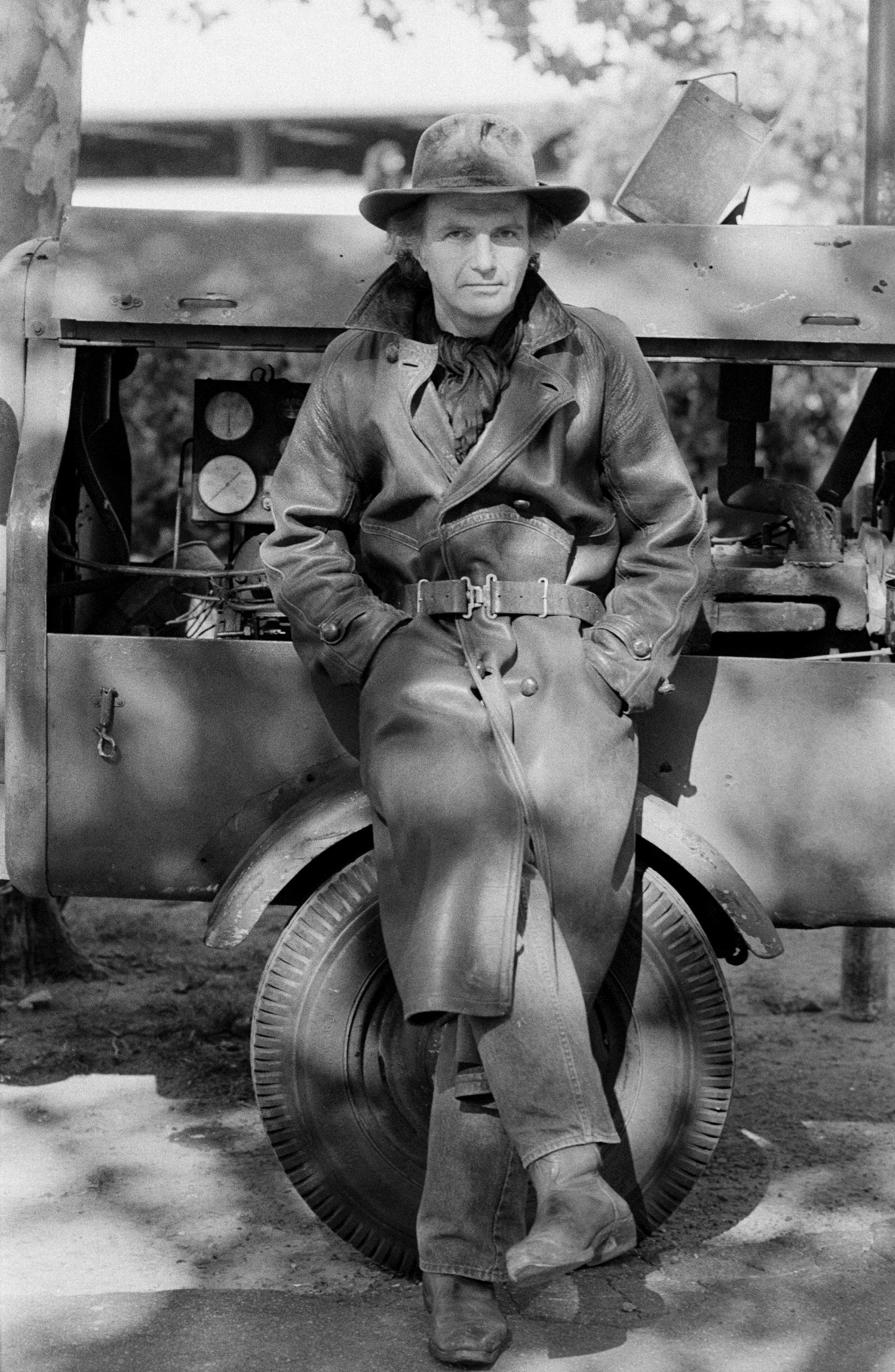
Piotr Kowalski

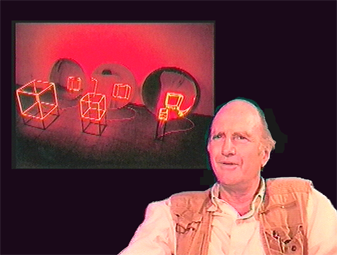
Piotr Kowalski (1995)

 Piotr Kowalski (* 2. März 1927 in Lwów, Polen; † 7. Januar 2004 in Paris) war ein polnischer Bildhauer und Architekt, Stadtplaner und Autor, der lange in Frankreich lebte und arbeitete. Er schuf Skulpturen und Objekte, bei denen ein technologischer Aspekt im Vordergrund stand und lichtkinetische Environments und Installationen.

## Leben und Werk
Piotr Kowalski verließ seine Heimat Polen im Jahr 1946. Im Jahr 1946 arbeitete er mit dem Landschaftsarchitekten Roberto Burle Marx zusammen. Er lebte einige Zeit in Schweden, Deutschland, Frankreich, den USA und Brasilien. Kowalski studierte Architektur am Massachusetts Institute of Technology in Cambridge, USA und Physik und Mathematik bei Norbert Wiener und in Göttingen. Sein Architekturdiplom erwarb er 1952.
Er war von 1952 bis 1953 Mitarbeiter im Architekturbüro von Ieoh Ming Pei in New York City. Kowalski kehrte 1953 zurück nach Europa – nach Paris, wo er als Architekt arbeitete. Er war auf Einladung von Marcel Breuer am Bau des UNESCO-Gebäudes in Paris von 1953 bis 1956 beteiligt. Im Jahr 1955 eröffnete er sein eigenes Architekturbüro in Paris. Kowalski war Mitglied des Lehrerkollegiums in den Seminaren der CIAM in Venedig 1954. Er studierte die vorfabrizierten Strukturen für Wüstensiedlungen bei Jean Prouvé. Im Jahr 1958 gründete er ein Atelier für experimentelle Architektur.
Sein Interesse an Bildhauerei war seit dem Jahr 1950 vorhanden. Bildhauerei sah er stets in Verbindung mit Stadtplanung und der Planung von städtischen Umgebungen, experimenteller Architektur und Kunst im öffentlichen Raum. Er schuf erste skulpturale Arbeiten aus transparentem Polyester. Sein erstes Projekt der Kunst im öffentlichen Raum wurde in den späten 1950er Jahren realisiert. Im selben Jahr gewann er den ersten Preis in einem internationalen Wettbewerb für einen Entwurf für den Bahnhof von Tunis. Im Jahr 1950 hatte er auch seine erste eigene Ausstellung im Maison des Beaux-Arts in Paris.
In den folgenden Jahren nahm er an hatte er zahlreich Einzelausstellungen und nahm an Gruppenausstellungen in den renommiertesten Galerien oder Museen auf der ganzen Welt teil. Er gewann einige Preise für Architektur und Stadtplanung und wurde mit einer Reihe von wissenschaftlichen oder künstlerischen Stipendien ausgezeichnet.
Im Jahr 1968 vertrat Kowalski Frankreich auf der 34. Biennale von Venedig. Im Jahr 1972 war er mit einigen seiner Skulpturen Teilnehmer der Documenta 5 in Kassel in der Abteilung Individuelle Mythologien.
Von 1978 bis 1985 arbeitete er als Rockefeller Foundation Stipendiat am Center for Advanced Visual Studies des Massachusetts Institute of Technology.
In den 1980er Jahren bereiste er Südkorea und Japan und machte eine Reihe von städtebaulichen Entwürfe für Tokio und Kyōto.
Seit 1970 schuf er zahlreiche Objekte im öffentlichen Raum, er arbeitete als Stadtplaner und schuf, teilweise monumentale Skulpturen in städtischen Räumen in Frankreich, Österreich, der Schweiz, den USA, Dänemark, Deutschland und Japan. In seiner Bildhauerei versuchte er neue Formen zu finden, er arbeitete mit flexiblen Oberflächen, beweglichen Elementen und kinetischen Techniken.

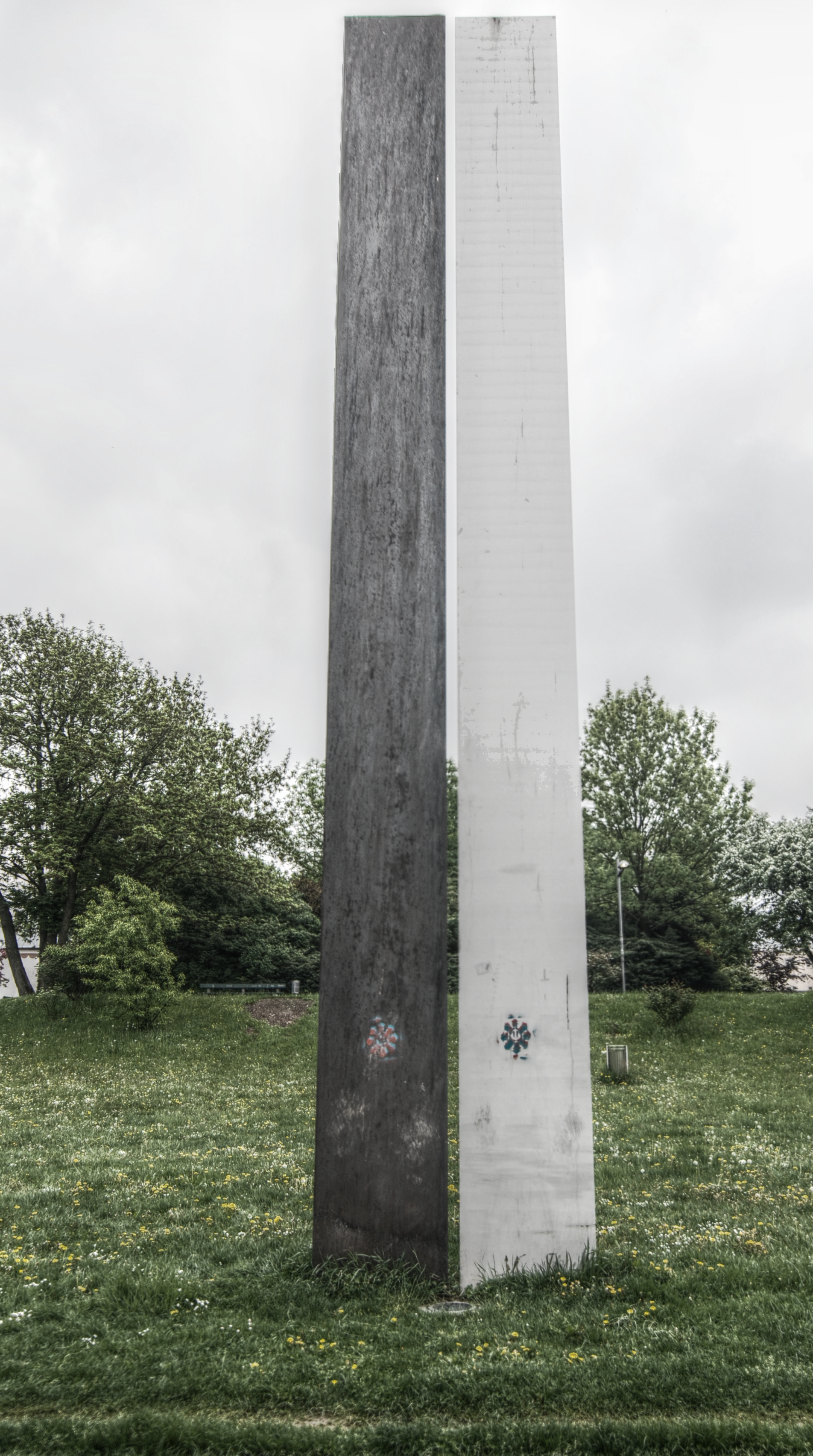
Das Kunstwerk „Thermocouple“ in Linz

Zu seinen bekanntesten Projekten gehören der Porte Sud und der Place Pascal im Pariser Viertel La Défense, die Axe de la Terre („Die Achse der Erde“) – eine „astronomische Skulptur“ in einem Kreisverkehr in Marne-la-Vallée, und das „Thermocouple“ im Donaulände-Park in Linz (A) – zwei nebeneinander aufragende massive, etwa 6 m hohe Bimetallstreifen, einer mit der rostender Stahlseite zum Ufer hin orientiert und die glänzende Chromnickelstahlseite landeinwärts – und der andere daneben umgekehrt. Bei 0 °C liegen die Blätter in einer Ebene, bei Wärme verbiegen sich die Blätter längs jeweils mit der Rostseite aus der gemeinsamen Ebene hinaus und stehen oben entsprechend auseinander. Bei starken Minusgraden spreizen sich die Blätter umgekehrt.